# Fort Worth Convention Center
Das Fort Worth Convention Center (früher Tarrant County Convention Center) ist ein Kongress- und Veranstaltungszentrum in Fort Worth, Texas, das eine 11.200 Zuschauer fassende Multifunktionsarena umfasst.

## Nutzung
Von 1992 bis 1999 war die Arena Heimstadion der Fort Worth Fire aus der Central Hockey League. Mit den Fort Worth Brahmas, die ihre Heimspiele in der WPHL von 1997 bis 1999 ebenfalls im Fort Worth Convention Center austrugen, erhielt die Einrichtung gegen Ende der 1990er Jahre ein weiteres Eishockeyfranchise. Außerdem waren 1994 die Fort Worth Cavalry aus der Arena Football League in ihrem einzigen Spieljahr in der Arena beheimatet.
Bereits in den 1970er Jahren hatten die Dallas Chaparrals aus der American Basketball Association eine Saison lang im Convention Center gespielt, nachdem die Verantwortlichen entschieden hatten, das Franchise aufgrund mangelhaften Zuschauerzuspruchs von Dallas in die texanische Provinz umzusiedeln. Neben Fort Worth trug die Mannschaft ihre Heimspiele als Texas Chaparrals auch im 430 Kilometer entfernten Lubbock aus. Nach nur einer Spielzeit kehrte das Franchise allerdings wieder nach Dallas zurück. Von 2005 bis 2007 war die Spielstätte zudem Heimstadion der Fort Worth Flyers aus der NBA Development League. 1992 war das Convention Center Austragungsort des Davis-Cup-Finales, in dem die USA die Schweiz schlagen konnte.
Zusätzlich wird die Arena für Konzerte genutzt. So wurde beispielsweise die Live-DVD Cunning Stunts der Metal-Band Metallica im Jahr 1997 im Convention Center aufgezeichnet.

## Galerie

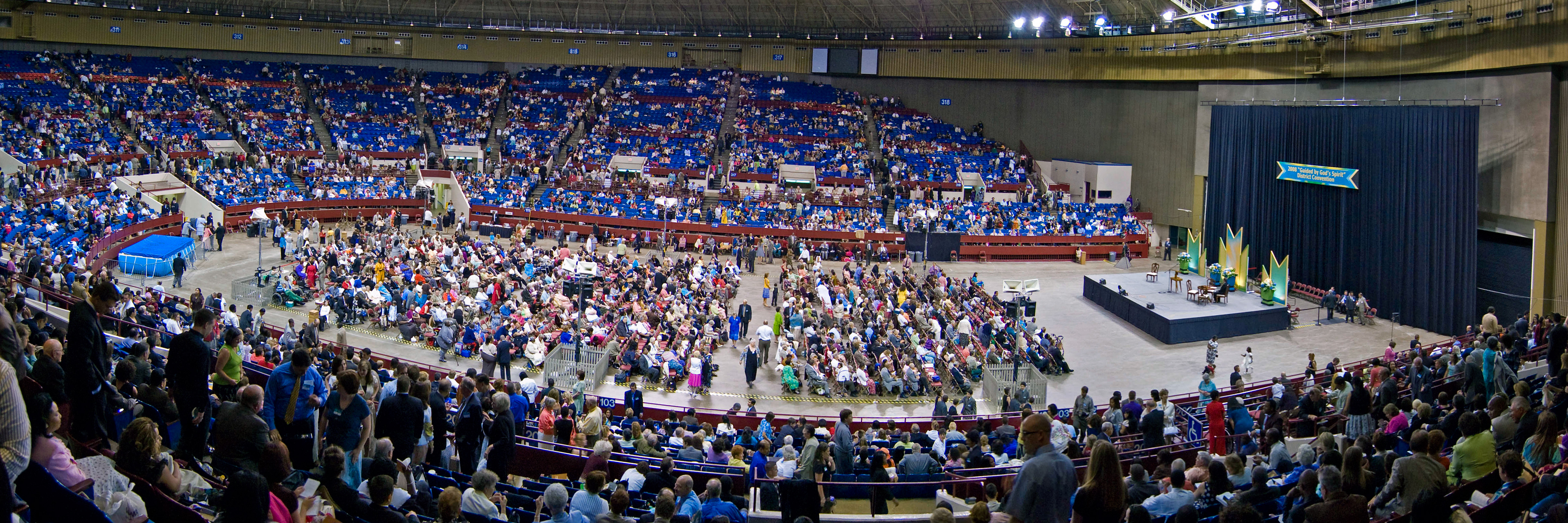
Innenraum-Panorama